# Христо Чочо
Христо Чочо, още Вескос или Баховитис (на гръцки: Χρήστος Τσότσιος, Τσότσος, Βέσκος, Μπαχοβίτης), е гъркомански андартски капитан и ренегат от Вътрешната македоно-одринска революционна организация.

## Биография
Христо Чочо е роден във воденското село Бахово, тогава в Османската империя. Действа като харамия в района на Мъглен, Пеония, Мариово, Тиквеш и в планините Нидже, Пиново, Кожух и Паяк. По предложение на Лука Иванов се срещат на 25 август 1906 година за да обединят четите си или поне за да координират действията си. Той обаче предава местонахождението им на андартската чета на Константинос Гарефис, които нападат комитите в каракачанските колиби край село Сборско. В сражението загиват Лука Иванов, Караташо и Константинос Гарефис. В сражението Христо Чочо е ранен леко в крака.
Скоро след това Христо Чочо минава на страната на гръцката въоръжена пропаганда в Македония и действа в областта на Паяк планина съвместно с Христос Карапанос, Стерьо Наум и Лазар Доямов. Остават активни до Младотурската революция от юли 1908 година, като според гръцките извори под техен контрол попада района на Нидже планина.
По-късно е обвинен, че именно той е убил Константинос Гарефис в сражението край Сборско, но е оневинен от показанията на една каракачанка.